# Jadreški
Jadreški (olaszul: Giadreschi) falu Horvátországban, Isztria megyében. Közigazgatásilag Ližnjanhoz tartozik.

## Fekvése
Az Isztria délkeleti részén, Pólától 6 km-re keletre, községközpontjától 6 km-re északnyugatra a Puljština déli részének keleti végében, a Póla-Šišan főúttól 1 km-re fekszik. Területe termékeny mező, melyet erdők és rétek öveznek.

## Története
Területén már a római korban mezőgazdasági művelés folyt, a település azonban még Zuan'Antonio Dell'Oca velencei mérnöknek 1563-ban a Dél-Isztráról készített térképén nem szerepel. Ez azt jelenti, hogy Jadreškit csak az újabb időkben telepítették be. Ennek legvalószínűbb ideje a 16. század vége, vagy a 17. század első fele, amikor a velencei hatóságok a török elől menekült nagy számú horvát ajkú dalmáciai népességet telepítettek le az Isztria vidékein. A Jadreško családnév elég elterjedt volt a településen ahhoz, hogy azt róla nevezzék el. 1797-ben megszűnt a Velencei Köztársaság. A település 1813-ig francia, majd 1918-ig osztrák uralom alatt állt. A falunak 1880-ban 160, 1910-ben 330 lakosa volt. Az I. háború után a falu Olaszországhoz került. Az olasz fennhatóság alatt Trieszt szabad városának igazgatása alá tartozott. A második világháború idején lakosságának többségét deportálták az antifasiszta ellenállókkal való együttműködés miatt. A háború vége előtt a németek a teljes falut körülzárták és nyolc házat felégettek. Sokakat elhurcoltak. Erről az eseményről a falu népe évente megemlékezik. A háború után Jugoszlávia része lett. Jugoszlávia felbomlása után 1991-ben a független Horvátország része lett. 2011-ben a falunak 502 lakosa volt. Lakói hagyományosan mezőgazdasággal (szőlő, gabona, olajbogyó), kisállattartással, hús és tejtermeléssel foglalkoznak.

## Nevezetességei
A Fatimai Szűzanya tiszteletére szentelt temploma 1967-ben a korábbi alapiskola átalakításával létesült, felszentelése 1967. december 10-én volt.

## Lakosság
| Lakosság változása | Lakosság változása | Lakosság változása | Lakosság változása | Lakosság változása | Lakosság változása | Lakosság változása | Lakosság változása | Lakosság változása | Lakosság változása | Lakosság változása | Lakosság változása | Lakosság változása | Lakosság változása | Lakosság változása | Lakosság változása |
| ------------------ | ------------------ | ------------------ | ------------------ | ------------------ | ------------------ | ------------------ | ------------------ | ------------------ | ------------------ | ------------------ | ------------------ | ------------------ | ------------------ | ------------------ | ------------------ |
| 1857               | 1869               | 1880               | 1890               | 1900               | 1910               | 1921               | 1931               | 1948               | 1953               | 1961               | 1971               | 1981               | 1991               | 2001               | 2011               |
| 0                  | 0                  | 160                | 202                | 265                | 330                | 316                | 345                | 283                | 267                | 271                | 244                | 227                | 230                | 321                | 502                |